# Ecartament normal
Ecartamentul normal (sau ecartamentul Stephenson, denumit după George Stephenson, ecartamentul internațional și ecartamentul standard) este forma cea mai folosită la nivel mondial de ecartament, acesta fiind de 1.435 mm. Aproximativ 55% din liniile de cale ferată ale planetei folosesc acest ecartament. Toate liniile de mare viteză, cu excepția celor din Rusia, Uzbekistan și Finlanda, utilizează ecartamentul standard. În România, denumirea oficială utilizată este „ecartament normal”.
În cazul ecartamentului normal, distanța între fețele laterale interioare ale celor două șine măsurată la 14 mm sub planul tangent comun la suprafața de rulare este stabilită internațional la 1.435 mm, cu excepția Statelor Unite, unde este încă definită de Sistemul anglo-saxon de unități la aproximativ 4 ft 8½ in. El mai este numit ecartament UIC, ecartament european în Uniunea Europeană sau ecartament uniform în Queensland, Australia, și în Noua Zeelandă.